# Mandá Play
Mandá Play fue un programa de entretenimiento musical argentino conducido por el humorista Pichu Straneo. El programa estaba compuesto por participantes anónimos y famosos. Fue emitido por la cadena América TV, desde el 3 de enero hasta el 7 de marzo de 2022.

## Pruebas
- Aunque usted no lo crea
- Temas retorcidos
- ¿Quién canta?
- La trivia
- La cuenta final

## Categorías
- Categoría:Programas de televisión iniciados en 2022

- Datos: Q111721533